# Binnenhof

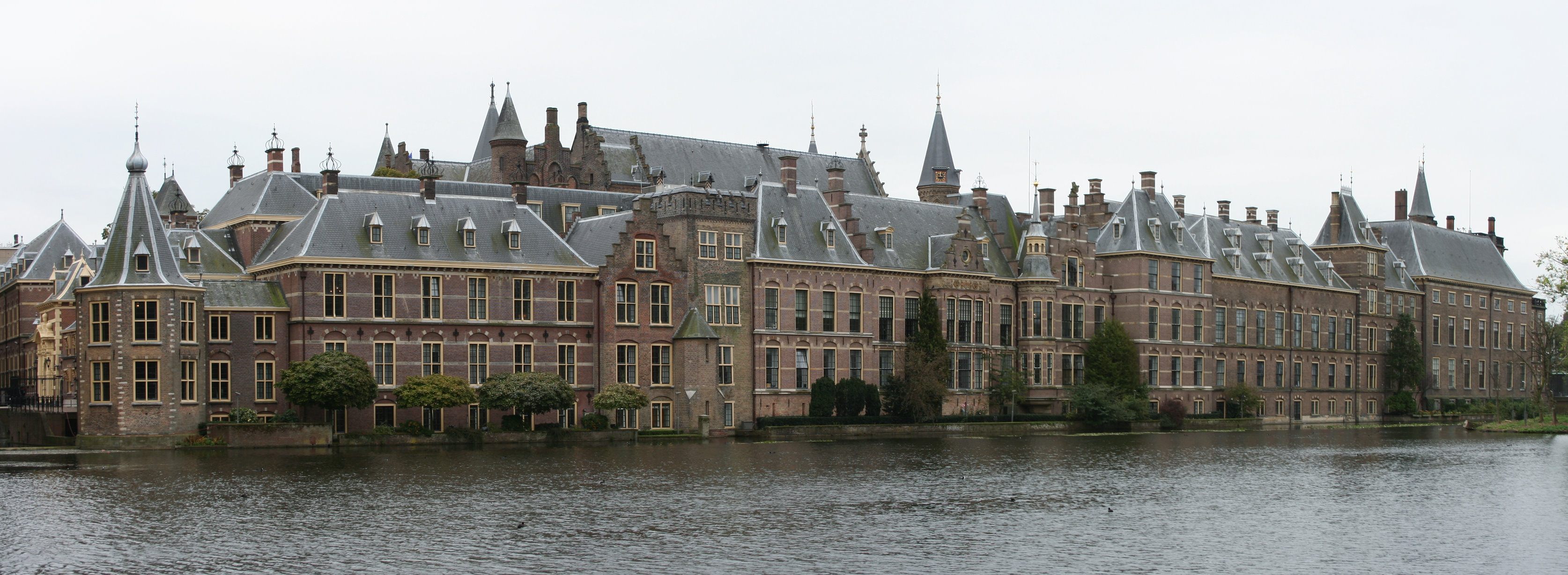
Haagský Binnenhof od jezera Hofvijveru

Binnenhof (IPA: ˈbɪnənɦɔf, Vnitřní dvůr (nádvoří)) je komplex budov v Haagu, který je shromaždištěm Generálních stavů (parlamentu Nizozemska, dodnes s tímto názvem) od roku 1446 a je středem politického dění Nizozemska po mnoho staletí. Byl postaven převážně ve 13. století a původně sloužil jako sídlo hrabat Holandska.

## Dějiny

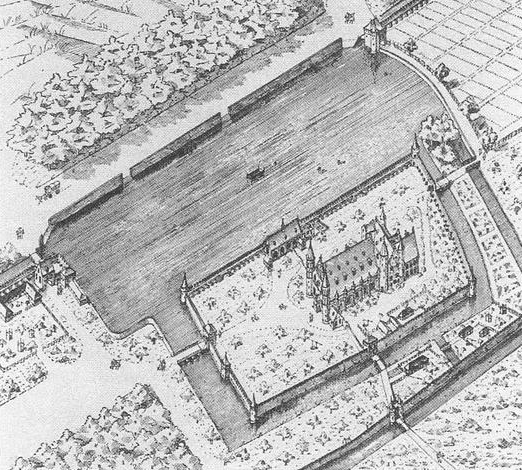
Binnenhof ve 13. století, rytina od Cornelise Peterse

O původu souboru budov není mnoho známo. Nejstarší budova zde byla zřejmě již před rokem 1230. Předpokládá se, že jezero Hofvijver, u kterého Binnenhof stojí, nechal zřídit holandský hrabě Floris IV. roku 1229. Jisté je, že jeho syn a nástupce Vilém II. Nizozemský zahájil rozšiřování hradu. Mezi roky 1248 a 1280 byl postaven Rytířský (Jezdecký) sál (Ridderzaal). Vlevo a vpravo od něj byly postaveny zdi, které rozdělily areál na přední a zadní část. Obě zdi měly brány. Na konci zdi vlevo u Hofvijveru byla postavena dvorní kaple. V Ridderhuisu (Rytířském domě) pobývali rytíři sloužící hraběti.
Odhaduje se, že hrad byl dokončen za vlády Vilémova syna, hraběte Florise V., a že sídlem hrabat byl krátce. Hrabata z Henegavska na hradě také dočasně bydleli a hrad rozšiřovali novými stavbami. Binnenhof byl také rezidencí několika knížat Bavorských, zejména Alberta I., který tu žil delší dobu. Binnenhof byl dlouho obklopen kanály, které poskytovaly spojení do města Delftu. To mělo význam pro dopravu piva, jež směla vařit jen plnoprávná města, mezi které Haag nepatřil. Dnes z nich zbyl jen severovýchodní kanál napojený na jezírko Hofvijver.
Mezi roky 1806 až 1810, za francouzské nadvlády, bylo administrativní centrum Nizozemska přeneseno z Haagu do Amsterdamu. Binnenhof se stal zbytečný a dokonce se počítalo s jeho odstraněním. Po získání nezávislosti se sem ale vláda vrátila. Budovy byly ohroženy podruhé během roku 1848, kdy nová ústava založila parlamentní demokracii a parlament si přál symbolicky zbořit i staré vládní budovy a postavit novou stavbu. Místní obyvatelé bránili historickou hodnotu budov a úspěšně protestovali proti jejich odstranění.
Parlamentní sněmovna zasedala v Oude Zaal (Starém sále) až do roku 1992. Tehdy přestala velikostí postačovat pro 150 členů sněmovny a proto byla postavena nová sněmovna na jižní straně komplexu.

## Vzhled

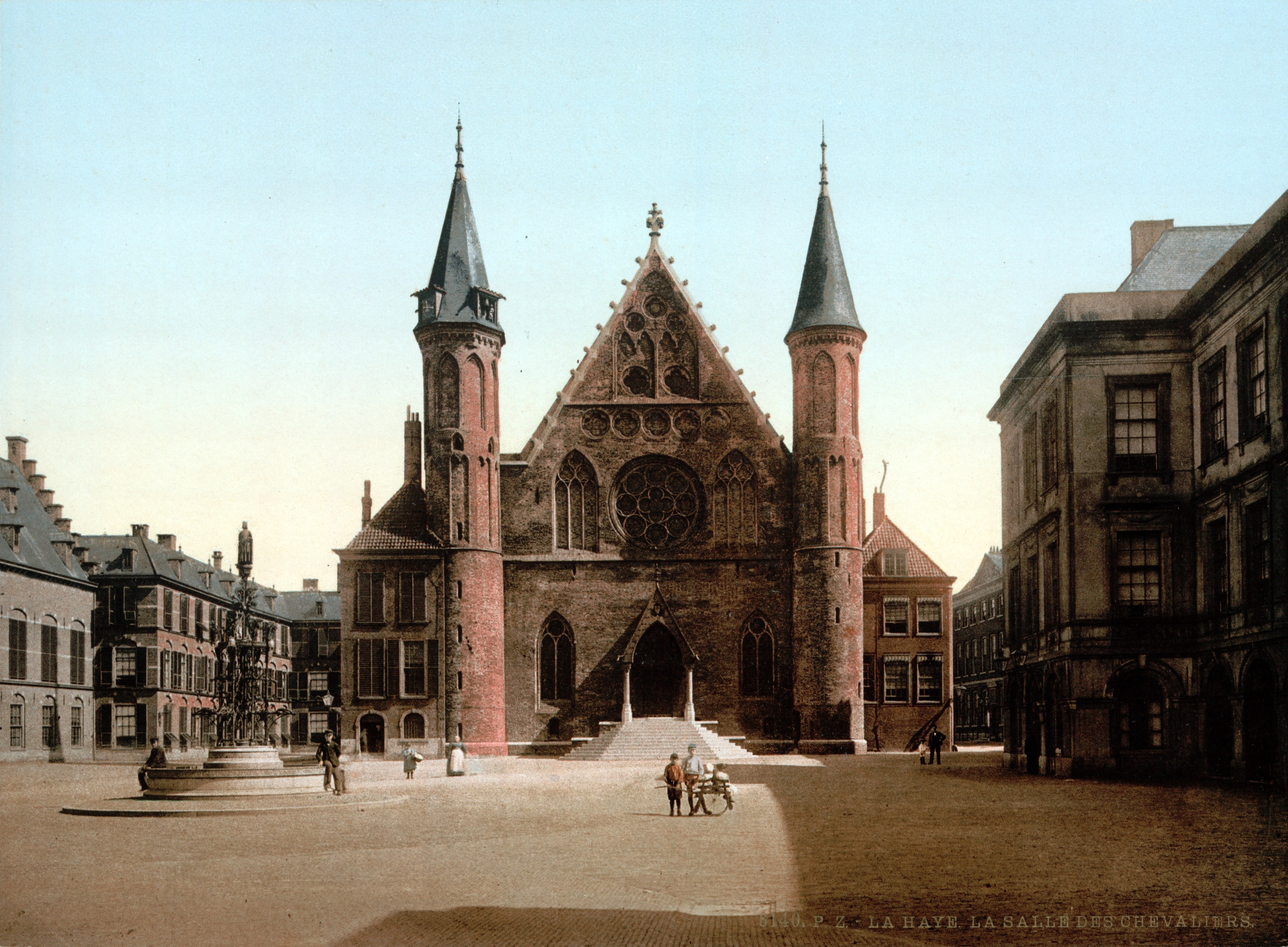
Ridderzaal roku 1900

Původně postavená Míčovna, gotický Rytířský sál a velký Rytířský sál tvoří nyní jádro Binnenhofu. Každé třetí úterý v září na Prinsjesdag zde pronáší král každoroční Trůní řeč. Ostatní budovy tvoří obdélník kolem Rytířského sálu a obklopují tak velké nádvoří před ním a malé nádvoří za ním. Zlacená novogotická fontána krášlí nádvoří spolu se sochou krále Viléma II., jednou z mála jezdeckých soch, která střeží Kancléřskou (Stadtholder) bránu, datovanou do roku 1620.
S výhledem na Hofvijver sídlí Senát v komoře v západním rohu Binnenhofu, kdežto Sněmovna původně zasedala v jižním rohu na druhé straně Kancléřské brány. Nyní se dolní komora schází v sále ve velké moderní východní části areálu. Předseda vlády má svůj úřad od roku 1982 v malé věži Torentje v severním rohu. Trêveszaal v severozápadní části je místnost, postavená pro vyjednávání během Osmdesátileté války. Nyní se v něm schází vláda Nizozemska.